# Hemigyrus
Hemigyrus is een geslacht van rechtvleugeligen uit de familie sabelsprinkhanen (Tettigoniidae). De wetenschappelijke naam van dit geslacht is voor het eerst geldig gepubliceerd in 1893 door Brunner von Wattenwyl.

## Soorten
Het geslacht Hemigyrus omvat de volgende soorten:
- Hemigyrus acutifolius Brunner von Wattenwyl, 1895
- Hemigyrus amplus Brunner von Wattenwyl, 1893
- Hemigyrus annamensis Gorochov & Voltshenkova, 1998
- Hemigyrus minor Gorochov & Kang, 2003
- Hemigyrus tonkinensis Beier, 1954
- Hemigyrus major Gorochov & Kang, 2003
- Hemigyrus sonorus Gorochov & Voltshenkova, 2001
- Hemigyrus spinosus Bey-Bienko, 1955